# 拉雷比鎮區 (北達科他州福斯特縣)
拉雷比鎮區（英語：Larrabee Township）是位於美國北達科他州福斯特縣的一個鎮區。

## 地方資料
拉雷比鎮區的面積為91.95平方千米，當中陸地面積為90.16平方千米，而水域面積為1.79平方千米。根據2020年美國人口普查的數據，當地共有人口58人，而人口密度為每平方千米0.63人。